# Castelul Kemény din Jucu de Sus
Castelul Kemény din Jucu de Sus, județul Cluj, construit în secolul XIX, este înscris pe lista monumentelor istorice din județul Cluj elaborată de Ministerul Culturii și Patrimoniului Național din România în anul 2010.

## Istoric
Istoricul Mihail Macrea din Cluj-Napoca crede că la Jucu de Sus se afla, în epoca romană, o mare carieră de exploatare a pietrei. Arheologii spun că în zonă ar putea fi urme ale germanilor, așezați pe valea Someșului Mic. Numele are o origine slavă veche: „juc” înseamnă “gândac” sau “goangă”. Tudor Sălăgean, șef al secției Istoria Transilvaniei la muzeul cu același nume, precizează că primele atestări documentare datează din secolul XIV. În stânga Someșului se afla „Jucu Nobil”, reședința familiei Suky, unde a fost atestată, în 1332, cea mai veche școală sătească din Transilvania. Dincolo de râu se aflau „Jucu de Jos” și „Jucu de Sus”, părți ale vastului domeniu Suky. 
De origine germană, familia nobiliară Suky s-a așezat în Transilvania în secolul XIII. Un potir făcut la comanda acesteia, păstrat în tezaurul catedralei din Esztergom (Ungaria) este considerat de istoricii de artă drept cel mai bogat și mai luxos din Transilvania. Ultimii descendenți ai acestei familii s-au stins în secolul XVIII, posesiunile familiei fiind preluate mai târziu de membrii familiei Kemény. Pe locul reședinței familiei din Cluj s-a ridicat, în secolul XIX, Casa Petrechevich-Horváth, astăzi Muzeul de Istorie a Transilvaniei.
Castelul, ridicat în secolul XIX, are forma literei L, cu laturi de 22 și 16 metri. Este format din subsol, parter, etaj și șarpantă, cu 2 intrări. Clădirea are două intrări aflate pe laturile sudice, intrarea mică fiind încadrată de un portic cu două coloane pe care se află o terasă. Legătura dintre parter și etaj se face pe o scară se piatră. În colțul nord-vestic al castelului se află un foișor de formă pentagonală. Din vechiul parc au mai rămas doar câțiva arbori bătrâni și un bloc de piatră înalt de cca. 1,5 metri, sculptat cu motive animale.
Clădirea găzduiește Școala cu clase I-VIII "George Barițiu".